# 黃慶原
黃慶原，藝名CYH（英語：Ching Yuan Huang，1995年4月16日—），是一位生於台灣新北市的台灣籍DJ和音樂製作人。他因以電子舞曲風格重新混音忍者哈特利主題曲、勸世寶貝喵喵喵電感應、亞洲統神而廣為人知被唱片公司發掘，並正式數位發行梁文音單曲《分手後不要做朋友》2016版本。

## 事業

### 早期發展
CYH生於台灣新北市，就讀雲林科技大學時期在宿舍中觀看Youtube影片自學電子音樂編曲技巧，並將作品廣發網路，隨著惡搞系列的作品而廣為人知。並曾被台灣大學教授葉丙成分享讚道「《喵電感應》竟變成世界級舞曲」。
2017年曾以佛家經典咒語「大悲咒」為題材，創為電子舞曲，網友聽完後，留下了爆笑留言：「你媽媽知道你用佛經嗨（High）嗎」，除此之外也有網友大力頌揚：「印度有KSHMR、台灣有CYH。」

## 作品
- 分手後不要做朋友2016（2016年）[3]

## 外部連結
- 藝人頁面 （页面存档备份，存于）
- 臉書專頁 （页面存档备份，存于）